# Festivali i Këngës 2020
Das 59. Festivali i Këngës (albanisch; „Festival des Liedes, Songfestival“) war der albanische Vorentscheid für den Eurovision Song Contest 2021 in Rotterdam (Niederlande), der zwischen dem 21. und 23. Dezember 2020 als Open-Air-Veranstaltung in Tirana stattfand. Die Sängerin Anxhela Peristeri gewann mit ihrem Lied Karma.

## Format

### Konzept

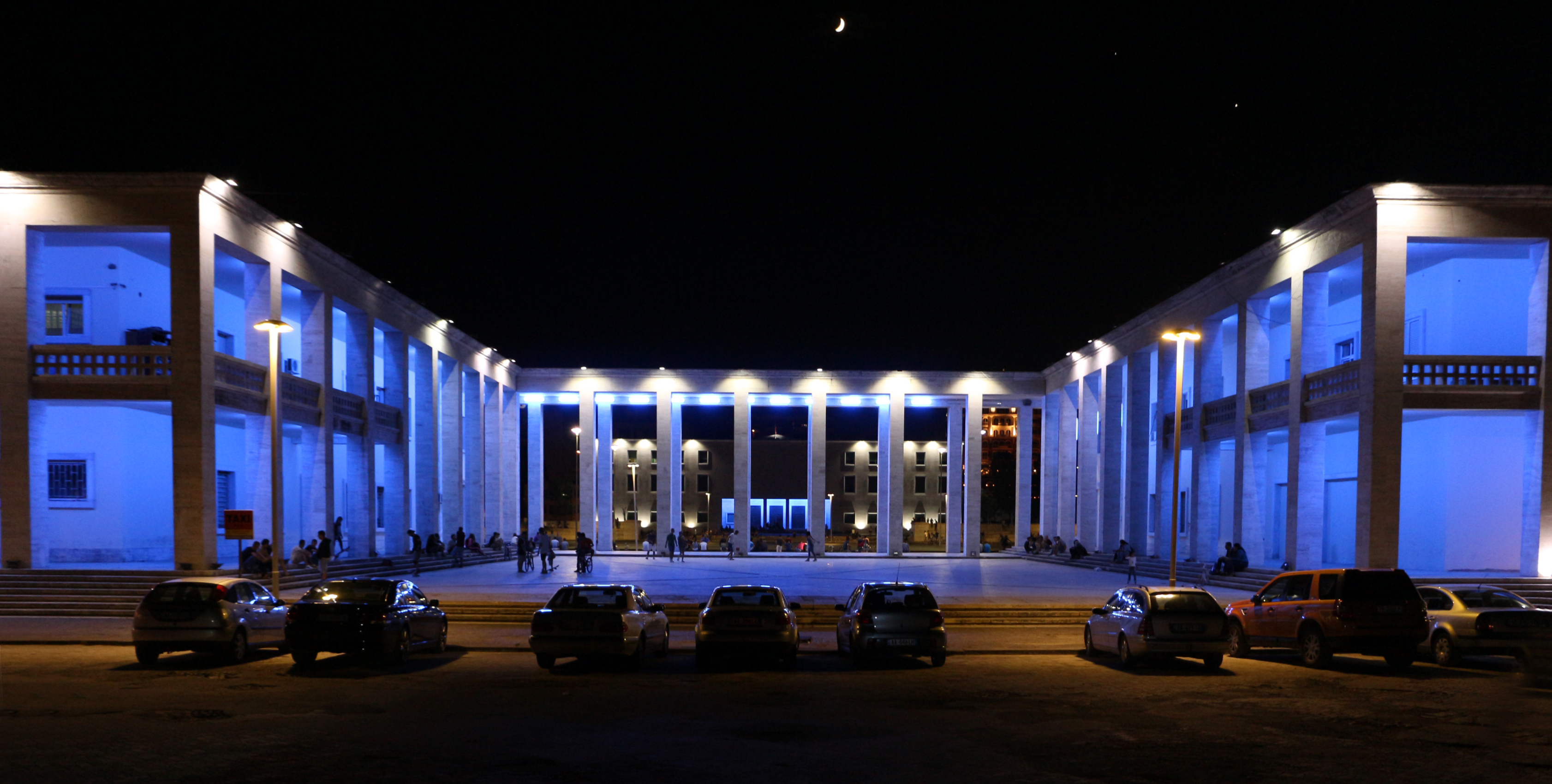
Der als Kolonat bezeichnete Hof, der an den Sheshi Italia angrenzt, dient als Bühne für das Festival i Këngës 2020.

Insgesamt 26 Beiträge werden am Wettbewerb 2020 teilnehmen. Am 6. November 2020 gab Radio Televizioni Shqiptar (RTSH) bekannt, dass das Festival 2020 erstmals als Open-Air-Veranstaltung abgehalten werden soll. Grund dafür ist die COVID-19-Pandemie. Ort der Veranstaltung ist der Platz Sheshi Italia zwischen dem Mutter-Teresa-Platz und dem Air Albania Stadium in der Nähe des Studios von TVSH und des üblichen Durchführungsorts Pallati i Kongreseve. Die am 21., 22. und 23. Dezember 2020 ausgestrahlte Veranstaltung wurde mit Ausnahme der Abstimmung der Jury und der Bekanntgabe der Platzierung im Voraus aufgezeichnet. Auch das normalerweise prägende Symphonieorchester von RTSH fehlte bei dieser Austragung.

### Moderation
Am 6. November 2020 gab RTSH bekannt, dass das Festival 2020 vom Moderator Blendi Salaj und der Schauspielerin Jonida Vokshi moderiert werden soll.

### Beitragswahl
Am 28. Oktober 2020 präsentierte RTSH die 26 Beiträge, die am Festivali i Këngës 2020 teilnahmen. Dabei gab RTSH lediglich die Liedertitel und Interpreten bekannt. Am 16. November 2020 veröffentlichte RTSH die 26 Lieder.

## Teilnehmer

### Zurückkehrende Interpreten
Die meisten Interpreten nahmen bereits vorher am Festival teil. Manjola Nallbani gewann bereits dreimal, davon einmal mit Viktor Tahiraj. Eriona Rushiti, welche den Siegertitel von 2019, Ktheju tokës, schrieb, nimmt mit drei Titeln teil. Gjergi Kaçinari nimmt das erste Mal als Interpret teil, nachdem er zuvor lediglich als Komponist in Erscheinung trat.
| Interpret                 | Vorheriges Teilnahmejahr |
| ------------------------- | --- |
| Agim Poshka               | 2001, 2004, 2005, 2007, 2008, 2009, 2010, 2014 |
| Anxhela Peristeri         | 2001 |
| Devis Xherahu             | 2007, 2019 |
| Enxhi Nasufi              | 2015 |
| Era Rusi                  | 2005, 2008, 2009, 2019 |
| Festina Mejzini           | 2016, 2017 (mit Grupi Na) |
| Florent Abrashi           | 2014 (mit Sigi Bastri), 2015 |
| Franc Koruni              | 2016 |
| Inis Neziri               | 2017 |
| Kamela Islamaj            | 2009, 2010, 2011, 2019 |
| Klevis Bega (Kastro Zizo) | 2019 |
| Klinti Çollaku            | 2018 |
| Manjola Nallbani          | 2× 1989 (mit Frederik & Juli Ndoci sowie mit Aleksandër Gjoka und Viktor Tahiraj), 1992 (mit Aleksandër Gjoka und Viktor Tahiraj), 1993, 1994, 1995, 1999 (mit Dreams), 2001, 2005, 2007, 2017 |
| Mirud                     | 2018 |
| Orgesa Zaimi              | 2015, 2017, 2018 |
| Rosela Gjylbegu           | 2003, 2004 (mit Arbër Arapi), 2006, 2007, 2009 (mit Pirro Çako und Eliza Hoxha) |
| Stefan Marena             | 2009 |
| Viktor Tahiraj            | 1990, 1991, 2× 1992 (solo, sowie mit Aleksandër Gjoka und Manjola Nallbani), 1993 |
| Wendi Mancaku             | 2019 |
| Xhesika Polo              | 2016, 2017 |

### Beiträge
Am 28. Oktober 2020 gab RTSH folgende 26 Titel sowie deren dazugehörigen Interpreten bekannt. Am 16. November 2020 veröffentlichte RTSH die 26 Lieder. Wegen einer COVID-19-Infektion konnte Manjola Nallbani mit ihrem Beitrag Ora e jetës, welcher von Eriona Rushiti geschrieben war, nicht an den Proben und dem Festival teilnehmen.

## Halbfinale

### Erstes Halbfinale
Das erste Halbfinale (Gjysmëfinal 1) wurde am 21. Dezember 2020 um 21:00 Uhr (MEZ) ausgestrahlt. Die Interpreten stellten im ersten Halbfinale das Konzept für ihren Eurovision-Auftritt vor. 
| Startnr. | Interpret         | Lied Musik (M) und Text (T)                                       | Sprache             | Übersetzung (inoffiziell)         |
| -------- | ----------------- | ----------------------------------------------------------------- | ------------------- | --------------------------------- |
| 01       | Enxhi Nasufi      | Njësoj M: Boocky DJ; T: Enxhi Nasufi                              | Albanisch, Englisch | Einerlei                          |
| 02       | Franc Koruni      | E morën botën M/T: Franc Koruni                                   | Albanisch           | Sie nahmen die Welt               |
| 03       | Gigliola Haveriku | E lirë M: Endrit Shani; T: Atina Laço                             | Albanisch           | Frei                              |
| 04       | Orgesa Zaimi      | Valixhja e kujtimeve M: Gridi Kraja; T: Olti Curri                | Albanisch           | Koffer der Erinnerungen           |
| 05       | Erikson Lloshi    | Jo M: Enis Mullaj; T: Endrit Mumajesi                             | Albanisch           | Nein                              |
| 06       | Viktor Tahiraj    | Nënë M: Artur Dhamo; T: Nexhip Seraj                              | Albanisch           | Mutter                            |
| 07       | Agim Poshka       | Vendi im M/T: Agim Poshka                                         | Albanisch           | Mein Platz                        |
| 08       | Kastro Zizo       | Vallja e jetës M/T: Klevis Bega                                   | Albanisch           | Der Tanz des Lebens               |
| 09       | Wendi Mancaku     | Vesi i shpirti tim M: Wendi Mancaku; T: Rozana Radi               | Albanisch           | Das Laster meiner Seele           |
| 10       | Gjergj Kaçinari   | Më jep jetë M: Gjergj Kaçinari; T: Ilir Krasniqi, Gjergj Kaçinari | Albanisch           | Es haucht mir Leben ein           |
| 11       | Era Rusi          | Zjarri im M: Enis Mullaj; T: Eriona Rushiti, Era Rusi             | Albanisch, Englisch | Mein Feuer                        |
| 12       | Devis Xherahu     | Peng M: Devis Xherahu; T: Pandi Laço                              | Albanisch           | Geisel                            |
| 13       | Stefan Marena     | Meteor M: Gramoz Kozeli; T: Klotilda Harka                        | Albanisch           | –                                 |
| 14       | Rosela Gjylbegu   | Vashëzo M: Eriona Rushiti; T: Rosela Gjylbegu                     | Albanisch           | –                                 |
| 15       | Sardi Strugaj     | Kam me t’ba me kajt M: Edesa Malçi; T: Sardi Strugaj              | Albanisch           | Ich werde dich zum Weinen bringen |
| 16       | Xhesika Polo      | Më mbron M: Marko Polo; T: Aleksandër Seitaj, Xhesika Polo        | Albanisch           | Es beschützt mich                 |
| 17       | Florent Abrashi   | Vajzë M/T: Bledi Shishmani                                        | Albanisch           | Mädchen                           |
| 18       | Fatos Shabani     | Ty M/T: Fatos Shabani                                             | Albanisch           | Dir                               |
| 19       | Anxhela Peristeri | Karma M: Kledi Bahiti; T: Olti Curri                              | Albanisch           | –                                 |
| 20       | Evi Reçi          | Tjerr M: Olsa Toqi; T: Florian Zyka                               | Albanisch           | Du spinnst (Fäden etc.)           |
| 21       | Inis Neziri       | Pendesë M: Inis Neziri; T: Elhaid Cufi                            | Albanisch           | Reue                              |
| 22       | Klinti Çollaku    | Do t’ia dal M: Endrit Shani; T: Pandi Laço                        | Albanisch           | Ich werde es schaffen             |
| 23       | Festina Mejzini   | Kush je ti dashuri M: Flamur Shehu; T: Jorgo Papingji             | Albanisch           | Wer bist du, meine Liebe          |
| 24       | Kamela Islamaj    | Kujtimet s’kanë formë M: Kamela Islamaj; T: Megi Hasani           | Albanisch           | Erinnerungen haben keine Form     |
| 25       | Mirud             | Nëse vdes M/T: Durim Morina                                       | Albanisch           | Falls ich sterbe                  |

### Zweites Halbfinale
Das zweite Halbfinale (Gjysmëfinal 2) wurde am 22. Dezember 2020 um 21:00 Uhr (MEZ) ausgestrahlt. Die Interpreten stellten im zweiten Halbfinale eine Akustikversion ihres Liedes vor. 
| Startnr. | Interpret         | Lied Musik (M) und Text (T)                                       | Sprache             | Übersetzung (inoffiziell)     |
| -------- | ----------------- | ----------------------------------------------------------------- | ------------------- | ----------------------------- |
| 01       | Enxhi Nasufi      | Njësoj M: Boocky DJ; T: Enxhi Nasufi                              | Albanisch, Englisch | Genauso                       |
| 02       | Franc Koruni      | E morën botën M/T: Franc Koruni                                   | Albanisch           | Sie nahmen die Welt           |
| 03       | Gigliola Haveriku | E lirë M: Endrit Shani; T: Atina Laço                             | Albanisch           | Frei                          |
| 04       | Orgesa Zaimi      | Valixhja e kujtimeve M: Gridi Kraja; T: Olti Curri                | Albanisch           | Koffer der Erinnerungen       |
| 05       | Erikson Lloshi    | Jo M: Enis Mullaj; T: Endrit Mumajesi                             | Albanisch           | Nicht                         |
| 06       | Viktor Tahiraj    | Nënë M: Artur Dhamo; T: Nexhip Seraj                              | Albanisch           | Mutter                        |
| 07       | Agim Poshka       | Vendi im M/T: Agim Poshka                                         | Albanisch           | Mein Platz                    |
| 08       | Kastro Zizo       | Vallja e jetës M/T: Klevis Bega                                   | Albanisch           | Der Tanz des Lebens           |
| 09       | Wendi Mancaku     | Vesi i shpirti tim M: Wendi Mancaku; T: Rozana Radi               | Albanisch           | Die Gewohnheit meiner Seele   |
| 10       | Gjergj Kaçinari   | Më jep jetë M: Gjergj Kaçinari; T: Ilir Krasniqi, Gjergj Kaçinari | Albanisch           | Es haucht mir Leben ein       |
| 11       | Era Rusi          | Zjarri im M: Enis Mullaj; T: Eriona Rushiti, Era Rusi             | Albanisch, Englisch | Mein Feuer                    |
| 12       | Devis Xherahu     | Peng M: Devis Xherahu; T: Pandi Laço                              | Albanisch           | Geisel                        |
| 13       | Stefan Marena     | Meteor M: Gramoz Kozeli; T: Klotilda Harka                        | Albanisch           | –                             |
| 14       | Rosela Gjylbegu   | Vashëzo M: Eriona Rushiti; T: Rosela Gjylbegu                     | Albanisch           | –                             |
| 15       | Sardi Strugaj     | Kam me t’ba me kajt M: Edesa Malçi; T: Sardi Strugaj              | Albanisch           | Ich muss mit dir gehen        |
| 16       | Xhesika Polo      | Më mbron M: Marko Polo; T: Aleksandër Seitaj, Xhesika Polo        | Albanisch           | Es beschützt mich             |
| 17       | Florent Abrashi   | Vajzë M/T: Bledi Shishmani                                        | Albanisch           | Mädchen                       |
| 18       | Fatos Shabani     | Ty M/T: Fatos Shabani                                             | Albanisch           | Du                            |
| 19       | Anxhela Peristeri | Karma M: Kledi Bahiti; T: Olti Curri                              | Albanisch           | –                             |
| 20       | Evi Reçi          | Tjerr M: Olsa Toqi; T: Florian Zyka                               | Albanisch           | Drehen                        |
| 21       | Inis Neziri       | Pendesë M: Inis Neziri; T: Elhaid Cufi                            | Albanisch           | Reue                          |
| 22       | Klinti Çollaku    | Do t’ia dal M: Endrit Shani; T: Pandi Laço                        | Albanisch           | Ich werde es tun              |
| 23       | Festina Mejzini   | Kush je ti dashuri M: Flamur Shehu; T: Jorgo Papingji             | Albanisch           | Wer bist du Liebe             |
| 24       | Kamela Islamaj    | Kujtimet s’kanë formë M: Kamela Islamaj; T: Megi Hasani           | Albanisch           | Erinnerungen haben keine Form |
| 25       | Mirud             | Nëse vdes M/T: Durim Morina                                       | Albanisch           | Wenn ich sterbe               |

## Finale
Das Finale wurde am 23. Dezember 2020 um 21:00 Uhr (MEZ) ausgestrahlt. Der Schlussteil der Sendung wurde live vom Sheshi Italia übertragen. Die 18 Finalisten des Festivals wurden am 22. Dezember 2020 bekanntgegeben.
| Platz | Startnr. | Interpret         | Lied Musik (M) und Text (T)                                       | Sprache             | Übersetzung (inoffiziell)     |
| ----- | -------- | ----------------- | ----------------------------------------------------------------- | ------------------- | ----------------------------- |
| 1.    | 16       | Anxhela Peristeri | Karma M: Kledi Bahiti; T: Olti Curri                              | Albanisch           | –                             |
| 2.    | 01       | Sardi Strugaj     | Kam me t’ba me kajt M: Edesa Malçi; T: Sardi Strugaj              | Albanisch           | Ich muss mit dir gehen        |
| 3.    | 17       | Festina Mejzini   | Kush je ti dashuri M: Flamur Shehu; T: Jorgo Papingji             | Albanisch           | Wer bist du Liebe             |
| –     | 03       | Orgesa Zaimi      | Valixhja e kujtimeve M: Gridi Kraja; T: Olti Curri                | Albanisch           | Koffer der Erinnerungen       |
| –     | 04       | Wendi Mancaku     | Vesi i shpirti tim M: Wendi Mancaku; T: Rozana Radi               | Albanisch           | Die Gewohnheit meiner Seele   |
| –     | 05       | Era Rusi          | Zjarri im M: Enis Mullaj; T: Eriona Rushiti, Era Rusi             | Albanisch, Englisch | Mein Feuer                    |
| –     | 06       | Gjergj Kaçinari   | Më jep jetë M: Gjergj Kaçinari; T: Ilir Krasniqi, Gjergj Kaçinari | Albanisch           | Es haucht mir Leben ein       |
| –     | 07       | Rosela Gjylbegu   | Vashëzo M: Eriona Rushiti; T: Rosela Gjylbegu                     | Albanisch           | –                             |
| –     | 08       | Devis Xherahu     | Peng M: Devis Xherahu; T: Pandi Laço                              | Albanisch           | Geisel                        |
| –     | 09       | Mirud             | Nëse vdes M/T: Durim Morina                                       | Albanisch           | Wenn ich sterbe               |
| –     | 10       | Gigliola Haveriku | E lirë M: Endrit Shani; T: Atina Laço                             | Albanisch           | Frei                          |
| –     | 11       | Viktor Tahiraj    | Nënë M: Artur Dhamo; T: Nexhip Seraj                              | Albanisch           | Mutter                        |
| –     | 12       | Kamela Islamaj    | Kujtimet s’kanë formë M: Kamela Islamaj; T: Megi Hasani           | Albanisch           | Erinnerungen haben keine Form |
| –     | 13       | Florent Abrashi   | Vajzë M/T: Bledi Shishmani                                        | Albanisch           | Mädchen                       |
| –     | 14       | Inis Neziri       | Pendesë M: Inis Neziri; T: Elhaid Cufi                            | Albanisch           | Reue                          |
| –     | 15       | Evi Reçi          | Tjerr M: Olsa Toqi; T: Florian Zyka                               | Albanisch           | Drehen                        |
| –     | 18       | Kastro Zizo       | Vallja e jetës M/T: Klevis Bega                                   | Albanisch           | Der Tanz des Lebens           |
| –     | 22       | Xhesika Polo      | Më mbron M: Marko Polo; T: Aleksandër Seitaj, Xhesika Polo        | Albanisch           | Es beschützt mich             |

## Kompilation
Am 28. Februar 2020 wurde eine Kompilation mit allen 25 Wettbewerbstiteln zum Download veröffentlicht.
| Nr.          | Titel                 | Länge |
| ------------ | --------------------- | ----- |
| 1.           | Vendi im              | 4:11  |
| 2.           | Karma                 | 2:59  |
| 3.           | Peng                  | 3:39  |
| 4.           | Njësoj                | 3:23  |
| 5.           | Zjarri im             | 2:50  |
| 6.           | Jo                    | 3:06  |
| 7.           | Tjerr                 | 3:16  |
| 8.           | Ty                    | 2:52  |
| 9.           | Kush je ti dashuri    | 3:36  |
| 10.          | Vajzë                 | 4:25  |
| 11.          | E morën botën         | 3:10  |
| 12.          | E lirë                | 3:29  |
| 13.          | Më jep jetë           | 3:35  |
| 14.          | Pendesë               | 2:58  |
| 15.          | Kujtimet s'kanë formë | 3:44  |
| 16.          | Vallja e jetës        | 3:07  |
| 17.          | Do t'ia dal           | 3:28  |
| 18.          | Nesë vdes             | 2:47  |
| 19.          | Valixhja e kujtimeve  | 3:13  |
| 20.          | Vashëzo               | 3:12  |
| 21.          | Ka me t'ba me kajt    | 3:06  |
| 22.          | Meteor                | 2:59  |
| 23.          | Nënë                  | 3:37  |
| 24.          | Vei i shpirti tim     | 3:28  |
| 25.          | Më mbron              | 3:22  |
| Gesamtlänge: | Gesamtlänge:          | 83:32 |